# نيكي تيسلي
نيكي تيسلي (بالإنجليزية: Nikki Teasley)‏ مواليد 22 مارس 1979 في واشنطن العاصمة، هي لاعبة كرة سلة أمريكية سابقة بدأت مسيرتها الاحترافية في سنة 2002. وحملت الرقم 42. اعتزلت اللعب في 2009. فازت بلقب دوري المحترفات. شاركت مرتين في مباراة كل النجوم.

## المسيرة الاحترافية
لعبت مع لوس أنجلوس سباركس من سنة 2002 إلى 2005، ثم لعبت مع واشنطن ميستيكس في موسم 2006–2007، ثم لعبت مع أتلانتا دريم في موسم 2008–2009، ثم لعبت مع ديترويت شوك في سنة 2009.

## روابط خارجية
- نيكي تيسلي على موقع الاتحاد الدولي لكرة السلة (الإنجليزية)
- نيكي تيسلي على موقع الاتحاد الوطني لكرة السلة النسائية (الإنجليزية)
- نيكي تيسلي على موقع كرة السلة الأوروبية.كوم (الإنجليزية)
- نيكي تيسلي على موقع كلية كرة السلة في سبورتس رفرنس.كوم (الإنجليزية)
- نيكي تيسلي على موقع بروبوليرز (الإنجليزية)
- نيكي تيسلي على موقع سبورتس رفرنس (الإنجليزية)